# Тезиутлан (Тезиутлан, Пуебла)
Тезиутлан (шп. Teziutlán) насеље је у Мексику у савезној држави Пуебла у општини Тезиутлан. Насеље се налази на надморској висини од 1920 м.

## Становништво
Према подацима из 2010. године у насељу је живело 58699 становника.

### Хронологија
| Година       | 2000                  | 2005                  | 2010                  |
| ------------ | --------------------- | --------------------- | --------------------- |
| Становништво | 56029 (26191 / 29838) | 60597 (28106 / 32491) | 58699 (27126 / 31573) |

### Попис
| \| \| м \| \| \| ж \| \| 0—2 \| 1.513 \| \| \| 1.406 \| \| 3—5 \| 1.617 \| \| \| 1.518 \| \| 6—11 \| 3.384 \| \| \| 3.289 \| \| 12—14 \| 1.648 \| \| \| 1.591 \| \| 15—17 \| 1.810 \| \| \| 1.824 \| \| 18—24 \| 3.499 \| \| \| 3.867 \| \| 60+ \| 2.225 \| \| \| 3.272 \| \| Просек : \| 28,5 \| \| \| 31,2 \| |       |  |  |       |
| |       |  |  |       |
| | м     |  |  | ж     |
| 0—2 | 1.513 |  |  | 1.406 |
| 3—5 | 1.617 |  |  | 1.518 |
| 6—11 | 3.384 |  |  | 3.289 |
| 12—14 | 1.648 |  |  | 1.591 |
| 15—17 | 1.810 |  |  | 1.824 |
| 18—24 | 3.499 |  |  | 3.867 |
| 60+ | 2.225 |  |  | 3.272 |
| Просек : | 28,5  |  |  | 31,2  |

| #   | Индикатор                                                                                        | Вредност |
| --- | ------------------------------------------------------------------------------------------------ | -------- |
| 1   | Становништво од 0 до 2 године                                                                    | 2919     |
| 2   | Мушко становништво од 0 до 2 године                                                              | 1513     |
| 3   | Женско становништво од 0 до 2 године                                                             | 1406     |
| 4   | Становништво са 3 и више година                                                                  | 55479    |
| 5   | Мушко становништво са 3 и више година                                                            | 25461    |
| 6   | Женско становништво са 3 и више година                                                           | 30018    |
| 7   | Становништво са 5 и више година                                                                  | 53389    |
| 8   | Мушко становништво са 5 и више година                                                            | 24382    |
| 9   | Женско становништво са 5 и више година                                                           | 29007    |
| 10  | Становништво са 12 и више година                                                                 | 45671    |
| 11  | Мушко становништво са 12 и више година                                                           | 20460    |
| 12  | Женско становништво са 12 и више година                                                          | 25211    |
| 13  | Становништво са 15 и више година                                                                 | 42432    |
| 14  | Мушко становништво са 15 и више година                                                           | 18812    |
| 15  | Женско становништво са 15 и више година                                                          | 23620    |
| 16  | Становништво са 18 и више година                                                                 | 38798    |
| 17  | Мушко становништво са 18 и више година                                                           | 17002    |
| 18  | Женско становништво са 18 и више година                                                          | 21796    |
| 19  | Становништво од 3 до 5 година                                                                    | 3135     |
| 20  | Мушко становништво од 3 до 5 година                                                              | 1617     |
| 21  | Женско становништво од 3 до 5 година                                                             | 1518     |
| 22  | Становништво од 6 до 11 година                                                                   | 6673     |
| 23  | Мушко становништво од 6 до 11 година                                                             | 3384     |
| 24  | Женско становништво од 6 до 11 година                                                            | 3289     |
| 25  | Становништво од 8 до 14 година                                                                   | 7736     |
| 26  | Мушко становништво од 8 до 14 година                                                             | 3917     |
| 27  | Женско становништво од 8 до 14 година                                                            | 3819     |
| 28  | Становништво од 12 до 14 година                                                                  | 3239     |
| 29  | Мушко становништво од 12 до 14 година                                                            | 1648     |
| 30  | Женско становништво од 12 до 14 година                                                           | 1591     |
| 31  | Становништво од 15 до 17 година                                                                  | 3634     |
| 32  | Мушко становништво од 15 до 17 година                                                            | 1810     |
| 33  | Женско становништво од 15 до 17 година                                                           | 1824     |
| 34  | Становништво од 18 до 24 године                                                                  | 7366     |
| 35  | Мушко становништво од 18 до 24 године                                                            | 3499     |
| 36  | Женско становништво од 18 до 24 године                                                           | 3867     |
| 37  | Женско становништво од 15 до 49 година                                                           | 17475    |
| 38  | Становништво са 60 и више година                                                                 | 5497     |
| 39  | Мушко становништво са 60 и више година                                                           | 2225     |
| 40  | Женско становништво са 60 и више година                                                          | 3272     |
| 41  | Однос између мушкараца и жена                                                                    | 85.92    |
| 42  | Становништво од нуле до 14 година                                                                | 15966    |
| 43  | Становништво од 15 до 64 године                                                                  | 38711    |
| 44  | Становништво од 65 година и више                                                                 | 3721     |
| 45  | Просечан број деце                                                                               | 2.04     |
| 46  | Становништво рођено у ентитету                                                                   | 49703    |
| 47  | Мушко становништво рођено у ентитету                                                             | 23350    |
| 48  | Женско становништво рођено у ентитету                                                            | 26353    |
| 49  | Становништво рођено у другом ентитету                                                            | 8510     |
| 50  | Мушко становништво рођено у другом ентитету                                                      | 3539     |
| 51  | Женско становништво рођено у другом ентитету                                                     | 4971     |
| 52  | Становништво од 5 година и више резидентно у ентитету у јуну 2005. године                        | 51137    |
| 53  | Мушко становништво старосног доба од 5 година и више, резидентно у ентитету у јуну 2005. године  | 23305    |
| 54  | Женско становништво старосног доба од 5 и више година, резидентно у ентитету у јуну 2005. године | 27832    |
| 55  | Становништво од 5 година и више које је живело у другом ентитету у јуну 2005. године             | 1857     |
| 56  | Мушко становништво старије од 5 година које је живело у другом ентитету у јуну 2005. године      | 843      |
| 57  | Женско становништво старије од 5 година које је живело у другом ентитету у јуну 2005. године     | 1014     |
| 58  | Становништво од 3 године и више које говори аутохтони језик                                      | 788      |
| 59  | Мушко становништво старо 3 године и више које говори аутохтони језик                             | 386      |
| 60  | Женско становништво старо 3 године и више које говори аутохтони језик                            | 402      |
| 61  | Становништво од 3 године и више које говори аутохтони језик и не говори шпански језик            | 3        |
| 62  | Мушко становништво старо 3 године и више које говори аутохтони језик и не говори шпански         | 1        |
| 63  | Женско становништво старо 3 године и више које говори аутохтони језик и не говори шпански језик  | 2        |
| 64  | Становништво старо 3 године и више које говори аутохтони језик и шпански                         | 686      |
| 65  | Мушко становништво старо 3 године и више које говори аутохтони језик и шпански                   | 343      |
| 66  | Женско становништво старо 3 године и више које говори аутохтони језик и шпански                  | 343      |
| 67  | Становништво од 5 година и више које говори аутохтони језик                                      | 787      |
| 68  | Становништво од 5 година и више које говори аутохтони језик и не говори шпански језик            | 3        |
| 69  | Становништво од 5 година и више које говори аутохтони језик и говори шпански језик               | 685      |
| 70  | Становништво у домородачким домаћинствима                                                        | 2027     |
| 71  | Становништво са ограничењима у активностима                                                      | 2757     |
| 72  | Становништво са ограниченим ходањем или кретањем, горе или доле                                  | 1601     |
| 73  | Становници са ограничењима вида, чак и уз кориштење сочива                                       | 909      |
| 74  | Становништво са ограничењима говора, комуникације или конверзације                               | 224      |
| 75  | Становништво са ограниченим слухом                                                               | 296      |
| 76  | Становништво са ограничењима при одевању, купању или јелу                                        | 180      |
| 77  | Становништво са ограничењима у опажању или учењу једноставних ствари                             | 130      |
| 78  | Становништво са менталним ограничењима                                                           | 196      |
| 79  | Становништво без ограничења активности                                                           | 55523    |
| 80  | Становништво од 3 до 5 година које не похађа школу                                               | 1263     |
| 81  | Мушко становништво од 3 до 5 година које не похађа школу                                         | 695      |
| 82  | Женско становништво од 3 до 5 година које не похађа школу                                        | 568      |
| 83  | Становништво од 6 до 11 година које не похађа школу                                              | 146      |
| 84  | Мушко становништво од 6 до 11 година које не похађа школу                                        | 86       |
| 85  | Женско становништво од 6 до 11 година које не похађа школу                                       | 60       |
| 86  | Становништво од 12 до 14 година које не похађа школу                                             | 172      |
| 87  | Мушко становништво од 12 до 14 година које не похађа школу                                       | 103      |
| 88  | Женско становништво од 12 до 14 година које не похађа школу                                      | 69       |
| 89  | Становништво од 15 до 17 година похађа школу                                                     | 2932     |
| 90  | Мушко становништво од 15 до 17 година похађа школу                                               | 1428     |
| 91  | Женско становништво између 15 и 17 година живота у школи                                         | 1504     |
| 92  | Становништво од 18 до 24 године похађа школу                                                     | 2772     |
| 93  | Мушко становништво од 18 до 24 године похађа школу                                               | 1392     |
| 94  | Женско становништво од 18 до 24 године похађа школу                                              | 1380     |
| 95  | Становништво од 8 до 14 година које не може да чита и пише                                       | 126      |
| 96  | Мушко становништво старосног доба од 8 до 14 година које не може да чита и пише                  | 75       |
| 97  | Женско становништво старосног доби од 8 до 14 година које не може да чита и пише                 | 51       |
| 98  | Становништво од 15 година и више које је неписмено                                               | 1696     |
| 99  | Мушко становништво од 15 година и више које је неписмено                                         | 460      |
| 100 | Женско становништво од 15 година и више које је неписмено                                        | 1236     |
| 101 | Становништво старо 15 и више година без школовања                                                | 1948     |
| 102 | Мушко становништво старо 15 и више година без школовања                                          | 613      |
| 103 | Женско становништво старо 15 и више година без школовања                                         | 1335     |
| 104 | Становништво старосног доба 15 и више година са непотпуним основним образовањем                  | 4011     |
| 105 | Мушко становништво старосног доба од 15 година и више са непотпуном основним образовањем         | 1532     |
| 106 | Женско становништво старосног доба 15 и више година са непотпуном основним образовањем           | 2479     |
| 107 | Становништво старо 15 и више година са комплетним основним образовањем                           | 6831     |
| 108 | Мушко становништво старо 15 година и више са комплетним основним образовањем                     | 2813     |
| 109 | Женско становништво старо 15 и више година са комплетним основним образовањем                    | 4018     |
| 110 | Становништво старосног доба 15 и више година са непотпуним средњим образовањем                   | 2211     |
| 111 | Мушко становништво старосног доба од 15 година и више са непотпуним средњим образовањем          | 1132     |
| 112 | Женско становништво старосног доба од 15 година и више са непотпуним средњим образовањем         | 1079     |
| 113 | Становништво старо 15 и више година са пуним секундарном образовањем                             | 8482     |
| 114 | Мушко становништво старосног доба од 15 година и више са пуним секундарном образовањем           | 3942     |
| 115 | Женско становништво старосног доба од 15 година и више са пуним секундарном образовањем          | 4540     |
| 116 | Становништво старије од 18 година са постосновним образовањем                                    | 17238    |
| 117 | Мушко становништво старије од 18 година са постосновним образовањем                              | 8082     |
| 118 | Женско становништво старије од 18 година са постосновним образовањем                             | 9156     |
| 119 | Просечна оцена школовања                                                                         | 9.37     |
| 120 | Просечан ниво образовања мушке популације                                                        | 9.74     |
| 121 | Просечан ниво образовања женског становништва                                                    | 9.07     |
| 122 | Економски активно становништво                                                                   | 25912    |
| 123 | Економски активна мушка популација                                                               | 14677    |
| 124 | Економски активна женска популација                                                              | 11235    |
| 125 | Становништво које није економски активно                                                         | 19626    |
| 126 | Мушко становништво које није економски активно                                                   | 5721     |
| 127 | Женско становништво које није економски активно                                                  | 13905    |
| 128 | Запослено становништво                                                                           | 25025    |
| 129 | Запослено мушко становништво                                                                     | 14071    |
| 130 | Запослено женско становништво                                                                    | 10954    |
| 131 | Незапослена популација                                                                           | 887      |
| 132 | Незапослена мушка популација                                                                     | 606      |
| 133 | Незапослена женска популација                                                                    | 281      |
| 134 | Становништво без права на здравствене услуге                                                     | 26247    |
| 135 | Становништво које има право на здравствене услуге                                                | 32117    |
| 136 | Становништво које има право на ИМСС                                                              | 21465    |
| 137 | Становништво које има право на социјално осигурање                                               | 4068     |
| 138 | Становништво које има право на државно социјално осигурање                                       | 1085     |
| 139 | Становништво које има право на опште осигурање или здравствено осигурање за нову генерацију      | 4165     |
| 140 | Становништво које је било једном или није било у браку током 12 година и више                    | 16871    |
| 141 | Венчано или уједињено становништво од 12 година и више                                           | 22987    |
| 142 | Становништво које је било у браку или уједињено 12 година и више                                 | 5753     |
| 143 | Становништво са католичком религијом                                                             | 52542    |
| 144 | Протестанти, еванђелисти и библијски следбеници различити од еванђелиста                         | 3572     |
| 145 | Становништво са другим религијама различитим од претходних                                       | 137      |
| 146 | Становништво без религије                                                                        | 1260     |
| 147 | Укупно пописаних домаћинства                                                                     | 15588    |
| 148 | Пописна домаћинства на челу са мушкарцима                                                        | 10146    |
| 149 | Пописна домаћинства на челу са женама                                                            | 5442     |
| 150 | Становништво у пописним домаћинствима                                                            | 58245    |
| 151 | Становништво у пописним домаћинствима на челу са мушкарцима                                      | 40159    |
| 152 | Становништво у пописним домаћинствима на челу са женама                                          | 18086    |
| 153 | Укупно домаћинстава                                                                              | 18812    |
| 154 | Укупно насељених домаћинстава                                                                    | 15681    |
| 155 | Укупно приватних кућа                                                                            | 18719    |
| 156 | Насељени приватни домови                                                                         | 15588    |
| 157 | Укупно насељених приватних кућа                                                                  | 15677    |
| 158 | Ненасељене приватне куће                                                                         | 2289     |
| 159 | Појединачна домаћинства за привремену употребу                                                   | 842      |
| 160 | Становници у насељеним приватним кућама                                                          | 58245    |
| 161 | Насељеност станара у приватним становима                                                         | 3.74     |
| 162 | Просечно становника по соби у приватним насељеним домаћинствима                                  | 0.99     |
| 163 | Појединачна домаћинства са подовима од различитих материјала од земље                            | 15278    |
| 164 | Појединачна домаћинства у приземљу                                                               | 225      |
| 165 | Појединачна домаћинства са једном спаваћом собом                                                 | 6079     |
| 166 | Појединачна домаћинства са две спаваће собе и више                                               | 9467     |
| 167 | Појединачна домаћинства са једним собом                                                          | 1448     |
| 168 | Појединачна домаћинства са две собе                                                              | 2644     |
| 169 | Појединачна домаћинства са 3 собе и више                                                         | 11427    |
| 170 | Појединачна домаћинства која имају електрично светло                                             | 15494    |
| 171 | Појединачна домаћинства која немају електрично светло                                            | 59       |
| 172 | Појединачна домаћинства која имају водоводну воду у стамбеном простору                           | 15359    |
| 173 | Појединачна домаћинства која немају водоводну воду у стамбеном простору                          | 151      |
| 174 | Појединачна домаћинства која имају тоалет                                                        | 15494    |
| 175 | Појединачна домаћинства која имају канализацију                                                  | 15408    |
| 176 | Појединачна домаћинства која немају канализацију                                                 | 103      |
| 177 | Појединачна домаћинства која имају електрично светло, довод воде из јавне мреже и канализацију   | 15193    |
| 178 | Појединачна домаћинства без икаквих услова                                                       | 129      |
| 179 | Појединачна домаћинства која имају радио                                                         | 13234    |
| 180 | Појединачна домаћинства која имају телевизор                                                     | 14998    |
| 181 | Појединачна домаћинства која имају фрижидер                                                      | 11575    |
| 182 | Појединачна домаћинства која имају машину за веш                                                 | 8459     |
| 183 | Појединачна домаћинства која имају аутомобил или комби                                           | 4588     |
| 184 | Појединачна домаћинства која имају рачунар                                                       | 4563     |
| 185 | Појединачна домаћинства која имају фиксну телефонску линију                                      | 6286     |
| 186 | Појединачна домаћинства која имају мобилни телефон                                               | 11021    |
| 187 | Појединачна домаћинства која имају приступ интернету                                             | 3025     |
| 188 | Величина локације                                                                                | 10       |